# Maria Teschler-Nicola
Maria Teschler-Nicola, née le 24 octobre 1950 à Eggenburg, est une biologiste, anthropologue et ethnologue autrichienne.

## Biographie
Elle étudie la biologie, la médecine et l'étude la folkloristique à l'université de Vienne (1971-1976) et obtient un doctorat en biologie humaine. 
À partir de 1976, elle enseigne comme chargée de cours à l'Institut de biologie humaine, puis obtient son habilitation en biologie humaine en 1993. Depuis 1998, elle est directrice du Département de biologie archéologique et d'anthropologie du Muséum d'histoire naturelle de Vienne.

### Travaux
Une part importante de son travail de recherche concerne la biologie humaine de l'Âge du bronze.
On lui doit également des travaux sur le syndrome de Pallister–Killian, aussi connu sous le nom de syndrome de Teschler-Nicola.